# Narmer
Narmer, posljednji kralj preddinastijskog razdoblja (3300. – 2900. pr. Kr.). To je razdoblje kada su stanovnici Egipta bili gusto naseljeni oko dva središta: na sjeveru u području delte Nila i na jugu u Hierakonpolisu gdje je prije Narmera spomenut kralj Skorpion. Nakon dugotrajnog ratovanja Narmer je osvojio Donji Egipat i ujedinio zemlju. Njegov nasljednik, Horus-Aha koji je najvjerojatnije dobio naziv Menes bio je začetnik I. dinastije.

## Osnivač dinastije
Narmer (staroegipatski Nā3imu "Udarač") bio je faraon drevnog Egipta koji je vladao u 32. st. pr. Kr. Smatra se nasljednikom preddinastijskog vladara Serketa (Kralj Škorpion), smatra se osnivačem prve egipatske dinastije. Mnogi arheolozi smatraju da su Serket i Narmer ista osoba.

## Ime
Narmerovo ime predstavljeno je fonetski hijeroglifskim simbolima za soma (n'r) i dlijeto (mr). Neke suvremene verzije njegovog imena su "Narmeru" ili "Merunar", ali obično se koristi ime "Narmer". Kao i kod ostalih vladara prve dinastije njegovo je ime jedna riječ ("udarač") i možda je skraćenica od "Horus je udarač".

## Narmerova ploča
Slavna Narmerova ploča, otkrivena 1898. u Hierakonpolisu, prikazuje Narmera koji pokazuje znamenje i Gornjeg i Donjeg Egipta, što je potaklo teorije da je baš on bio taj koji je ujedinio te dvije države. 

### Vladar oba Egipta?
Obično se ujedinjenje pripisuje Menesu i u Manethovom popisu kraljeva on je naveden kao prvi faraon. Zbog toga su teorije da je Narmer ujedinio dva Egipta izazvale kontroverze.
Neki egiptolozi smatraju da su Menes i Nermer zapravo ista osoba; neki smatraju da je Menes ista osoba kao i Horus Akha (ili. Horus-Aha) te da je naslijedio već ujedinjeni Egipat od Narmera; neki pak smatraju da je Narmer započeo proces ujedinjenja, ali da nije uspio, ili je uspio samo djelomično, ostavljajući Menesu da završi ujedinjenje.
Još je jedna, jednako vjerojatna, teorija da je Narmer bio izravni nasljednik vladara koji je ujedinio Egipat (možda Kralj Škorpion čije je ime pronađeno na glavi buzdovana koja je također pronađena u Hierakonpolisu). Narmer je po teoriji tada preuzeo simbole ujedinjenja koji su već bili u upotrebi možda već cijelu generaciju. Treba uzeti u obzir da,  dok se postojanje faraona Narmera može dokazati brojnim nalazima, zasad legendu o faraonu Menesu potvrđuje samo Manethov popis kraljeva. Popisi kraljeva pronađeni u grobnicama faraona Den i Qa'a navode Narmera kao osnivača njihove dinastije
Smatra se da mu je žena bila Neithhotep A, kraljevna sjevernog Egipta. Zapisi njenog imena pronađeni su u grobnicama Narmerovih nasljednika Horus-Ahe i Djera, i daju naslutiti da je bila ili majka ili žena Horus-Ahe.

## Grobnica
Njegova je grobnica navodno bila sastvaljena od dvije spojene komore (B17 i B18) nađene u regiji Umm el-Qa'ab Abydosa. 

## Suvremena otkrića
Tijekom ljeta 1994., istraživači iz ekspedicije Nahal Tillah otkrili su u južnom Izraelu odlomak keramike s urezanim serekhom, znakom Narmera, iste osobe čiju je ceremonijalnu ploču pronašao James E. Quibell u Gornjem Egiptu. Zapis je pronađen na velikoj kružnoj platformi koja je možda bila temelj silosa na terasi Halif. Starost joj je određena na 3000. pr. Kr., mineraloškim pretragama došlo se do zaključka da je to odlomak s posude za vino koja je uvezena iz doline Nila u Izrael prije oko 5000 godina.

## Vanjske poveznice
- The Narmer Catalog